# كشيدة
الكشيدة (بالفارسية: كشيده) ومعناه بالعربي التطويل أو التفصيل هي إضافة تضاف بين حروف الكلمة الواحدة في الكتابة العربية بغرض تطويلها، تعتبر الكشيدة أحد التقنيات المستخدمة لمساواة النص في الخط العربي. حيث تستخدم لموازنة أطوال النصوص، وتستخدم أيضا لتزيين الكلام  بزيادة المسافة بين بعض الحروف دون وكذلك لتوضيح الكلمات المكتظة بالحروف والحركات، وأيضاً بعضهم يستخدمها للتعبير عن معانٍ مختلفة، بالإضافة للتعبير عن مد الكلمة بالصوت، كما أنها تستخدم لبيان شكل الحرف حسب موقعه في الجملة، مثلا: (ك، كـ، ـكـ، ـك). تتبع الكشيدة قواعد تختلف من خط لآخر، فلا يجوز إضافتها بين بعض الحروف كما لايحبذ تكرارها في كلمة واحدة.
تعطي يونيكود للكشيدة الرمز U+0640 تحت الاسم "Arabic Tatweel" أو التطويل العربي.
يسرف البعض أحياناً في استخدام الكشيدة دون مراعاة القواعد مما يفسد شكل النص، وتقريباً كل أنظمة تصفيف المحارف الحاسوبية أو معالجات الكلمات لاتدعم الكشيدة دعماً صحيحاً ولا تراعي قواعد استخدامها.

## أمثلة
| نص عادي | مع كشيدة   |
| ------- | ---------- |
| مرحبا   | مرحبــــا  |
| سؤال    | ســــــؤال |
| محمد    | محمــــــد |